# سرخس غضروفي الشفاه
السرخس غضروفي الشفاه (الاسم العلمي: Polypodium chondrocheilon) هو نوع نباتي يتبع جنس السرخس من فصيلة السرخسية.